# Tabby Callaghan

Tabby Callaghan est un chanteur anglais, issu de la première saison du télé-crochet britannique The X Factor, dont il finit 3e.

## Discographie

### Albums
- Bread vs. Art (2010)

### Singles

#### Petronella
- Drowning (1999)
- Feeling So Low (1999)
- Oh No (1999)
- Greed

#### Tabby
- Number One (August 2005)
- Gotta get Control due for release 22nd APRIL 2011

#### Tabby & The Tsars
- Never Forget You (2006)
- Brendan's Song (2006)
- Never Forget You (2006)
- Take A Swing (2006)